# Peritaje informático
Se conoce como peritaje informático a los estudios e investigaciones orientados a la obtención de una prueba informática de aplicación en un asunto judicial para que sirva a un juez para decidir sobre la culpabilidad o inocencia de una de las partes.
Son también los estudios e investigaciones usados en asuntos privados para la búsqueda de pruebas y argumentos que sirvan a una de las partes en discusión para decantar la discrepancia a su favor.
Habitualmente se recurre a pruebas periciales informáticas en asuntos penales en los que la infraestructura informática media como herramienta del delito, por ejemplo la pornografía infantil en Internet. Son otros asuntos los delitos contra la propiedad privada e intelectual, espionaje industrial, protección de datos personales, fraudes, sabotajes, etc.